# Antoni Ojrzyński

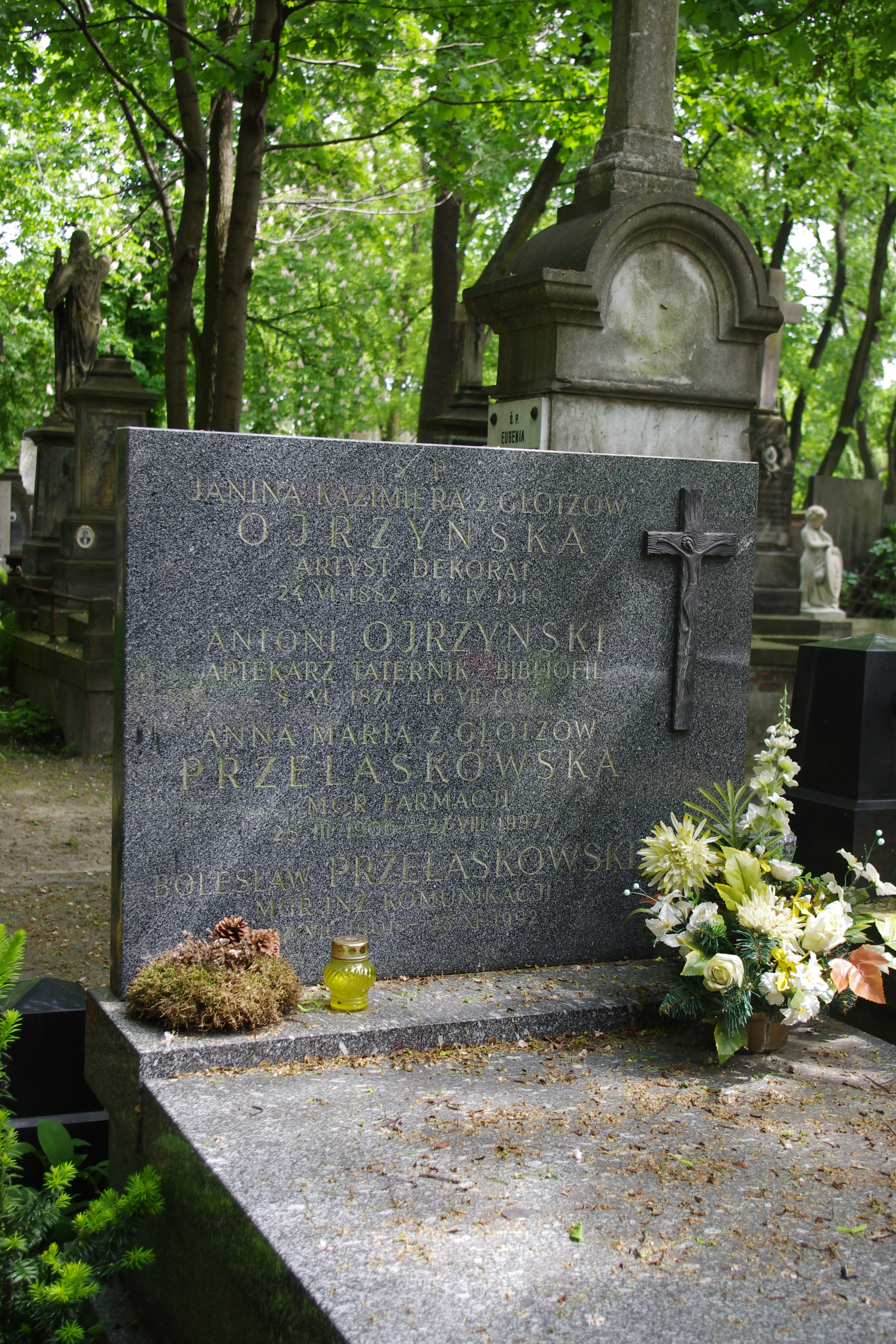
Grobowiec na cmentarzu Powązkowskim

Antoni Ojrzyński (ur. 8 czerwca 1871, zm. 16 lipca 1967 w Warszawie) – polski działacz turystyczny, bibliotekarz, zbieracz książek, z zawodu aptekarz. Zgromadził bogaty księgozbiór o tematyce karpackiej, który przekazał krakowskiej Bibliotece Polskiego Towarzystwa Tatrzańskiego.

## Życiorys
Wykształcenie zdobywał w progimnazjum w Sandomierzu, by praktykować następnie w kilku aptekach. Zdał kolejno egzamin na podaptekarza i na prowizora (na Uniwersytecie Warszawskim). Na przełomie XIX i XX wieku pracował w Łodzi, gdzie uzyskał zezwolenie na założenie przedstawicielstwa firmy wydawniczej Gebethner i Wolff, a także na prowadzenie kantoru zamówień książek i czasopism; nie wiadomo, czy z tego zezwolenia skorzystał. Od 1898 prowadził własną aptekę w Nałęczowie. Potem osiadł w Warszawie, gdzie pracował nadal jako farmaceuta w różnych aptekach.
Był aktywnym turystą górskim, miłośnikiem Tatr. Od początku istnienia (grudzień 1906) działał w Polskim Towarzystwie Krajoznawczym, wchodząc w skład pierwszego zarządu oraz uczestnicząc w pracach Komisji Wycieczkowej. Należał do Akademickiego Klubu Turystycznego (po latach został wyróżniony członkostwem honorowym Klubu Wysokogórskiego). Był współtwórcą i pierwszym bibliotekarzem (do 1911) Biblioteki Polskiego Towarzystwa Krajoznawczego w Warszawie. Niezależnie jako zapalony bibliofil zgromadził własną kolekcję książek i czasopism – przeszło 3 tysiące woluminów – poświęconą Karpatom. Były to książki naukowe (z różnych dziedzin), literatura piękna, obcojęzyczne opracowania turystyczne (mapy, przewodniki), czasopisma wydawane w Zakopanem i na Podkarpaciu, wycinki z prasy, afisze. Zbiory swoje Ojrzyński udostępniał chętnym, m.in. Stefanowi Żeromskiemu. Po II wojnie światowej, w czasie której księgozbiór uległ w części zniszczeniu, pozostałe półtora tysiąca książek i nieco ponad 100 czasopism Ojrzyński przekazał Bibliotece Polskiego Towarzystwa Tatrzańskiego w Krakowie; biblioteka została w 1950 przekształcona w Centralną Bibliotekę Górską PTTK, w której wspomniany dar figuruje jako "Zbiór A. Ojrzyńskiego".
Po wojnie, jako nestor ruchu turystycznego, służył radą młodszym działaczom zrzeszonym w Oddziale Warszawskim Polskiego Towarzystwa Turystyczno-Krajoznawczego. Jego małżonką była od 1911 Janina Kazimiera Glotz, wnuczka Teodora Glotza, prezydenta Włocławka. Zmarł 16 lipca 1967 w warszawskim Domu Wysłużonego Pracownika Służby Zdrowia. Pochowany na cmentarzu Powązkowskim (kwatera 176-2-30).